# Julij Karasik
Julij Karasik (russisk: Ю́лий Ю́рьевич Кара́сик) (født 24. august 1923 i Kherson i det Sovjetunionen, død 23. januar 2005 i Moskva i Rusland) var en sovjetisk filminstruktør og manuskriptforfatter.

## Filmografi
- Dingo (Дикая собака Динго, 1962)[1][2]
- Sjestoje ijulja (Шестое июля, 1968)
- Tjajka (Чайка, 1970)
- Stakan vody (Стакан воды, 1979)
- Berega v tumane (Берега в тумане, 1986)